# Estudo da condução nervosa

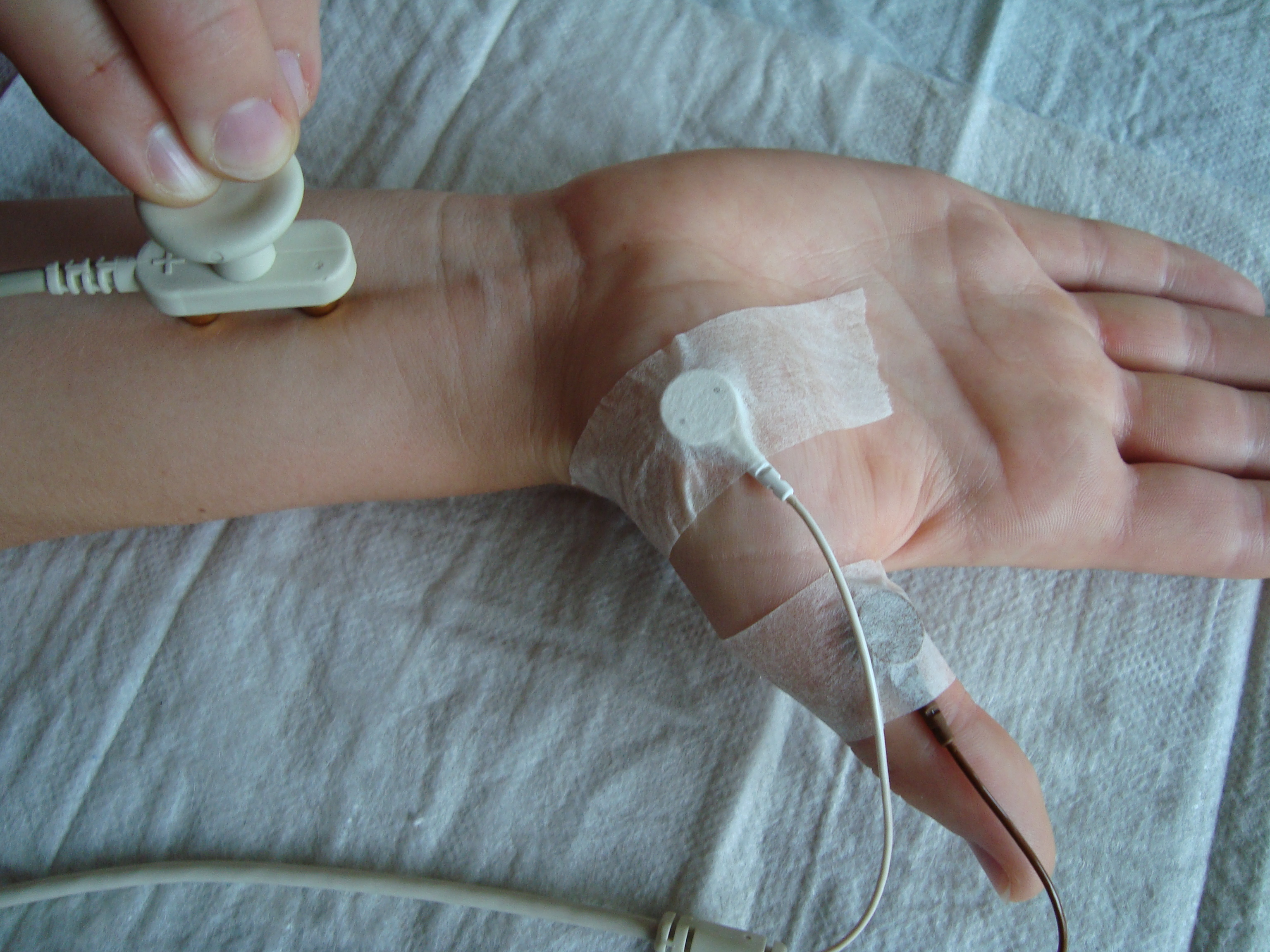
Elétrodos para estudo de condução nervosa

Um estudo da condução nervosa (ECN) é um exame de diagnóstico clínico frequentemente usado para avaliar a função, sobretudo a capacidade de condução elétrica, dos nervos motor e sensoriais.